# Hans Korte
Pour les articles homonymes, voir Korte.
Ne doit pas être confondu avec Hans Korte (général).
Hans Korte, né le 8 avril 1929 à Bochum et décédé le 25 septembre 2016 à Munich, est un acteur allemand de théâtre et de cinéma. Il est aussi metteur en scène, acteur de doublage et a prêté sa voix pour du théâtre radiophonique, des livres audio.

## Biographie
Hans Korte vivait à Munich et était marié à l'actrice allemande Barbara Rath. Lors de son premier mariage, il était avec l'actrice Karin Eickelbaum. Son fils Thomas Korte est marionnettiste.
Hans Korte est mort à l'âge de 87 ans et a été enterré dans le cimetière de Riem à l'est de Munich.

## Carrière

### Théâtre
Hans Korte a étudié la musique et a joué de plusieurs instruments. En plus de sa carrière d'acteur, il a également travaillé comme metteur en scène d'opéra. Il a déclaré se sentir comme chez lui dans de nombreux théâtres.
Hans Korte a joué à Augsbourg, Bochum, Dortmund, Gelsenkirchen, Cassel, Francfort et Munich. De 1965 à 1979, il fut membre de l’ensemble du théâtre Kammerspiele de Munich et du Bayrischen Staatsschauspiel, où il a joué entre autres Tilman Hicketier dans la comédie Bürger Schippel de Carl Sternheim et Theobald Maske dans La Culotte, du même auteur.
Il a également incarné Mephisto dans 'Faust de Goethe, le Juge du village Adam dans La Cruche cassée de Heinrich von Kleist, Galy Gay dans Homme pour homme de Bertolt Brecht, Shlink dans Dans la jungle des villes de Bertolt Brecht et Peachum dans L'Opéra de quat'sous de Bertolt Brecht.

### Acteur de doublage et livres audios
Hans Korte s'était également fait un nom en tant que narrateur de livres audio. En août 2006, il a publié en livre audio Le Parfum de Patrick Süskind. Il a participé à de nombreuses pièces radiophoniques.
En tant qu'acteur de doublage, il a prêté sa voix, entre autres, à Richard Attenborough (Conduct Unbecoming), Michel Bouquet (Deux hommes dans la ville), Charles Durning (L'Ultimatum des trois mercenaires), Bob Hoskins (Inserts), Zero Mostel (Le Prête-nom), Michel Piccoli (Je rentre à la maison) et Michel Simon (Le Quai des brumes).

## Distinctions
- 1988 : le Deutscher Darstellerpreis (prix de l’acteur allemand). Le symbole est un bronze coulé à partir des chaussures originales de Charlie Chaplin. Prix attribué pour son rôle d’Oberstudiendirektor Himmler dans le film Der Vater eines Mörders (Le Père d’un meurtrier, ZDF) d’Alfred Andersch[9]
- 1994 : le prix Adolf-Grimme pour le téléfilm Der große Bellheim
- 2001 : membre honoraire du Münchner Marionettentheater (Théâtre de Marionnettes de Munich)

## Filmographie

### Cinéma
- 1963 : Les Joueurs de Walter Henn (de)
- 1966 : Anita G.
- 1968 : Dans la jungle des villes
- 1970 : Les Mantes religieuses (Die Weibchen) de Zbyněk Brynych
- 1976 : Everyone Dies Alone
- 1982 : Le Docteur Faustus (de)
- 1985 : Der Vater eines Mörders d’Alfred Andersch
- 1989 : La Toile d'araignée

### Télévision
- 1971 : Der Kommissar
- 1976–1993 : Inspecteur Derrick
- 1986 : L'Ami des bêtes
- 1987 : SOKO
- 1988 : Tatort
- 2006 : Pauvres Millionnaires

## Acteur de doublage

### Films
- 1973 : Vittorio Caprioli (Karpov / Charron) dans Le Magnifique
- 1977 : Claude Rains (le sénateur Paine) dans Monsieur Smith au Sénat
- 1987 : Vittorio Caprioli (Harry Cardone) dans Cendrillon '80
- 2000 : Michel Piccoli (Louis) dans Tout va bien, on s'en va
- 2001 : Michel Piccoli (Gilbert Valence) dans Je rentre à la maison
- 2001 : Timothy West (le juge) dans 102 Dalmatiens

### Séries télévisées
- 1968 : Woodrow Parfrey (Garmin Thayer) dans The Rogue
- 1978 : John Rhys-Davies (Macron) dans Moi, Claude, empereur
- 1986 : Daniele Vargas dans Le Retour du Saint (Simon Templar)
- 1990 : Patrick Godfrey (Lord Estair dans L'Enlèvement du Premier ministre, Hercule Poirot)

## Livres audio
- Alfred Andersch (Lecture par Alfred Andersch, Werner Kreindl et Hans Kort), Der Vater eines Mörders und andere Geschichten (ISBN 978-3-86735-211-6)
- Alfred Andersch (Lecture par Hans Korte), Zanzibar [« Sansibar oder der letzte Grund »], Züric, Diogenes Hörbuch, 2007 (ISBN 978-3-257-80021-0)
- Bernhard Schlink (Lecture par Hans Korte), Le Liseur [« Der Vorleser »], Zürich, Diogenes Hörbuch (ISBN 3-257-80004-5)
- Bernhard Schlink (Lecture par Hans Korte), Le Retour [« Die Heimkehr »], Zürich, Diogenes Hörbuch (ISBN 3-257-80016-9)
- Bernhard Schlink (Lecture par Hans Korte), Le Week-end [« Das Wochenende »], Zürich, Diogenes Hörbuch (ISBN 3-257-80199-8)
- Bernhard Schlink, Brouillard sur Mannheim [« Selbs Justiz »], Zürich, Diogenes-Verla, 2011 (ISBN 978-3-257-80307-5)7 CDs, 488 Min.
- Friedrich Dürrenmatt (Lecture par Hans Korte), Le Soupçon [« Der Verdacht »], Zürich, Diogenes Hörbuch (ISBN 978-3-257-80212-2).
- Friedrich Dürrenmatt (Lecture par Hans Korte), La Promesse [« Das Versprechen »], Zürich, Diogenes Hörbuch (ISBN 3-257-80027-4)
- Friedrich Dürrenmatt (Lecture par Hans Korte), Le Juge et son bourreau [« Der Richter und sein Henker »], Zürich, Diogenes Hörbuch (ISBN 978-3-257-80248-1)
- Patrick Süskind (Lecture par Hans Korte), Le Parfum [« Das Parfum »], Zürich, Diogenes Hörbuch (ISBN 3-257-80037-1)
- Patrick Süskind (Lecture par Hans Korte), L'Histoire de Monsieur Sommer [« Die Geschichte von Herrn Sommer »], Zürich, Diogenes Hörbuch (ISBN 3-257-80017-7)
- Françoise Dorner (Lecture par Hans Korte), La douceur assassine [« Die letzte Liebe des Monsieur Armand »], Zürich, Diogenes Hörbuch (ISBN 978-3-257-80182-8)
- Joseph Roth (Lecture par Hans Korte), Hotel Savoy, Zürich, Diogenes Hörbuch (ISBN 978-3-257-80196-5).
- Antonio Tabucchi (Lecture par Hans Korte), Pereira prétend [« Erklärt Pereira »], Der Hörverlag (ISBN 978-3-86717-102-1)
- George Orwell (Lecture par Hans Korte), La Ferme des animaux [« Farm der Tiere »], Zürich, Diogenes Hörbuch (ISBN 978-3-257-80214-6)
- Antonio Skármeta (Lecture par Hans Korte), Adrientepacienca [« Mit brennender Geduld »], Hambur, Hörbuc, 2009 (ISBN 978-3-86952-014-8)